# Diodo Gunn

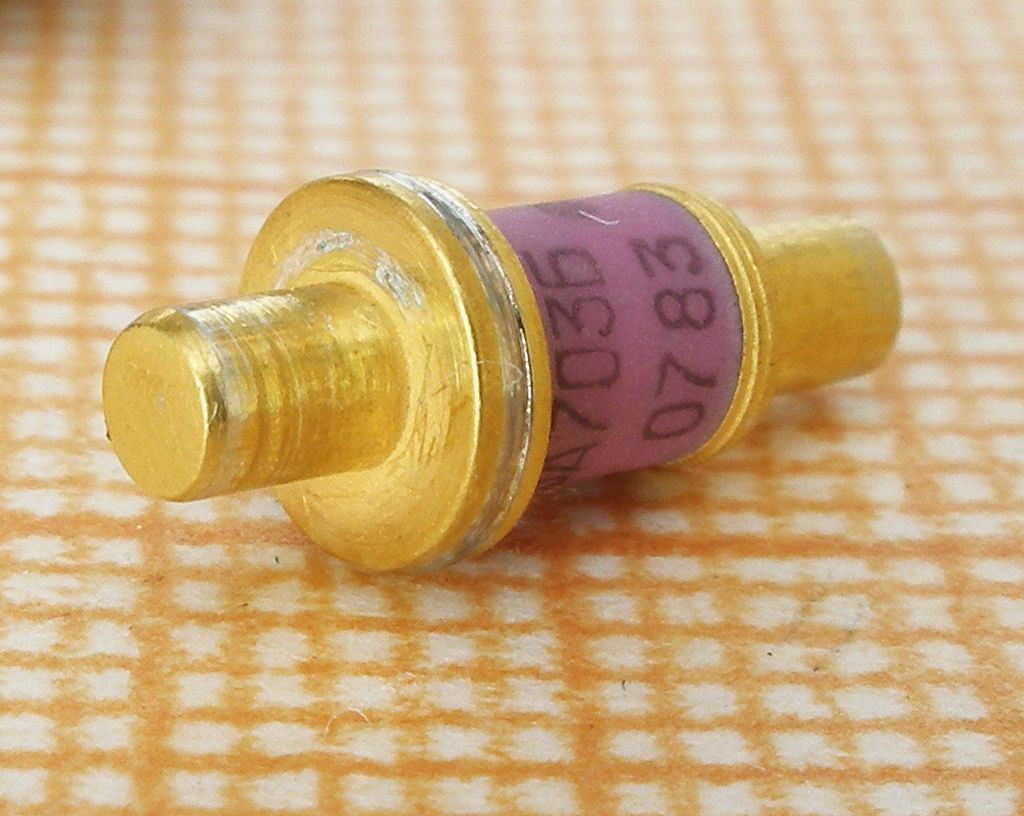
Diodo Gunn 3А703Б.

Circuito oscilador con diodo Gunn.

Efecto resistencia negativa en un oscilador con diodo Gunn.

El diodo Gunn es un tipo de diodo usado en la electrónica de potencia y de alta frecuencia. A diferencia de los diodos ordinarios construidos con regiones de dopaje P o N, solamente tiene regiones del tipo N, razón por lo que impropiamente se le conoce como diodo. Existen en este dispositivo tres regiones; dos de ellas tienen regiones tipo N fuertemente dopadas y una delgada región intermedia de material ligeramente dopado. Cuando se aplica un voltaje determinado a través de sus terminales, en la zona intermedia el gradiente eléctrico es mayor que en los extremos. Finalmente esta zona empieza a conducir esto significa que este diodo presenta una zona de resistencia negativa.
La frecuencia de la oscilación obtenida a partir de este efecto, es determinada parcialmente por las propiedades de la capa o zona intermedia del diodo, pero también puede ser ajustada exteriormente. Los diodos Gunn son usados para construir osciladores en el rango de frecuencias comprendido entre los 10 Gigahertz y frecuencias aún más altas (hasta Terahertz). Este diodo se usa en combinación con circuitos resonantes construidos con guías de ondas, cavidades coaxiales y resonadores YIG (monocristal de granate Itrio y hierro, Yttrium Iron Garnet por sus siglas en inglés) y la sintonización es realizada mediante ajustes mecánicos, excepto en el caso de los resonadores YIG en los cuales los ajustes son eléctricos.
Los diodos Gunn suelen fabricarse de arseniuro de galio para osciladores de hasta 200 GHz, mientras que los de nitruro de galio pueden alcanzar los 3 Terahertz.
El dispositivo recibe su nombre del científico británico, nacido en Egipto, John Battiscombe Gunn quien produjo el primero de estos diodos basado en los cálculos teóricos del profesor y científico británico Cyril Hilsum.

## Efecto Gunn
El efecto fue descubierto por John B. Gunn en 1963. Este efecto es un instrumento eficaz para la generación de oscilaciones en el rango de las microondas en los materiales semiconductores. Gunn observó esta característica en el arseniuro de galio (GaAs) y el fosfuro de indio (InP).
El efecto Gunn es una propiedad del cuerpo de los semiconductores y no depende de la unión misma, ni de los contactos, tampoco depende de los valores de tensión y corriente y no es afectado por campos magnéticos.
Cuando se aplica una pequeña tensión continua a través de una placa delgada de arseniuro de galio, esta presenta características de resistencia negativa. Todo esto ocurre bajo la condición de que el campo eléctrico aplicado a la placa sea mayor a los 3,3 kilovoltios/cm. Si dicha placa es conectada a una cavidad resonante, se producirán oscilaciones y todo el conjunto se puede utilizar como oscilador.
Este efecto solo se da en materiales tipo N (material con exceso de electrones) y las oscilaciones se dan solo cuando existe un campo eléctrico. Estas oscilaciones corresponden aproximadamente al tiempo que los electrones necesitan para atravesar la placa de material tipo N cuando se aplica la tensión continua.

## Curva característica

Curva característica del diodo Gunn.

### Funcionamiento de resistencia positiva
El arseniuro de galio es uno de los pocos materiales semiconductores que en una muestra con dopado tipo N, tiene una banda de energía vacía más alta que la más elevada de las que se encuentran ocupadas parcial o totalmente.
Cuando se aplica una tensión a una placa (tipo N) de arseniuro de galio, los electrones, que el material tiene en exceso, circulan y producen corriente. Si se aumenta la tensión, la corriente aumenta.

### Funcionamiento de resistencia negativa
Si a la placa anterior se le sigue aumentando la tensión, se les comunica a los electrones una mayor energía, pero en lugar de moverse más rápido, los electrones saltan a una banda de energía más elevada, que normalmente está vacía, disminuyen su velocidad y, por ende, la corriente. Así, una elevación de la tensión en este elemento causa una disminución de la corriente. 
Finalmente, la tensión en la placa se hace suficiente para extraer electrones de la banda de mayor energía y menor movilidad, por lo que la corriente aumentará de nuevo con la tensión. La característica tensión contra corriente se parece mucho a la del diodo túnel.